# La Moraleja
La Moraleja – stacja metra w Madrycie, na linii 10. Znajduje się w Alcobendas i zlokalizowana jest pomiędzy stacjami Marqués de la Valdavia i La Granja. Została otwarta 26 kwietnia 2007.